# Ospitaletto
Ospitaletto (lombardul: Öspedalèt, helyi nyelvjárásban: Üspedalèt) település Olaszországban, Lombardia régióban, Brescia megyében. Lakosainak száma 14 694 fő (2023. január 1.). Ospitaletto Castegnato, Cazzago San Martino, Passirano és Travagliato községekkel határos.

## Népesség
A település lakossága az elmúlt években az alábbi módon változott:
| Lakosok száma | 14 610 | 14 711 | 14 694 |
|               | 2017   | 2018   | 2023   |